# Lac Otero
Le lac Otero (en anglais : Lake Otero) est un ancien lac américain dans le comté de Doña Ana, au Nouveau-Mexique. Après avoir dépassé les 4 100 km2, il a commencé à s'assécher il y a 12 000 ans, laissant finalement sa place aux White Sands, un désert partiellement protégé dans le parc national des White Sands.
Le site est connu pour des empreintes de pas que l'on peut y observer et qui, selon des études publiées en 2021 et en 2023, ont entre 21 000 et 23 000 ans. Une telle datation confirme que l'arrivée d'Homo sapiens en Amérique, s'est produite au cœur du minimum glacial qui s'est déroulé entre il y a 19 000 et 26 500 ans, et non après, comme il était admis auparavant.